# Garypinus asper
Espèce
Garypinus asper est une espèce de pseudoscorpions de la famille des Garypinidae.

## Distribution
Cette espèce se rencontre au Liban, en Israël et en Turquie.

## Description
Le mâle mesure 2 mm et la femelle 3,5 mm.

## Publication originale
- Beier, 1955 : Über Pseudoscorpione aus Syrien und Palästina. Annalen des Naturhistorischen Museums in Wien, vol. 60, p. 212-219 (texte intégral).